# چوراندی مارتینا
چوراندی مارتینا (انگلیسی: Churandy Martina؛ زادهٔ ۳ ژوئیهٔ ۱۹۸۴) یک دونده اهل آنتیل هلند و هلند است. از افتخارات وی میتوان به کسب مدال طلا دو ۱۰۰ متر در بازی‌های پان امریکن ۲۰۰۷ به نماینده کشور آنتیل هلند و مدال طلا دو ۲۰۰ متر و ۴×۱۰۰ متر امدادی به نمایندگی کشور هلند در مسابقات قهرمانی دو و میدانی اروپا ۲۰۱۲ اشاره کرد.